# Contra (videojuego)
Contra (魂斗羅 (コントラ) Kontora?) es un videojuego de shoot 'em up desarrollado y publicado por Konami, lanzado originalmente como un juego de arcade el 20 de febrero de 1987. En 1988 se lanzó una versión doméstica para Nintendo Entertainment System, junto con puertos para varios formatos de computadora, incluido el MSX2. Las versiones caseras se localizaron en la región PAL como Gryzor en los diversos formatos de computadora y como Probotector en el NES, lanzado más tarde. Se produjeron varias secuelas de Contra siguiendo el juego original. En 1994 se publicó Contra: Hard Corps, en Europa conocido como Probotector y en Japón como 魂斗羅 ザ・ハードコア (Kontora Za Hādokoa?), es un videojuego para el sistema Mega Drive.

## Historia
Según los materiales promocionales japoneses, Contra se desarrolla en el futuro lejano del año 2633 d. C., donde la malvada Organización Red Falcon ha establecido una base en el ficticio archipiélago de Galuga cerca de Nueva Zelanda en un complot para acabar con la humanidad. Dos comandos, Bill Rizer y Lance Bean de la unidad Contra de la Earth Marine Corp (un grupo de soldados de élite especializados en las guerrillas), son enviados a la isla para destruir a las fuerzas enemigas y descubrir la verdadera naturaleza de la entidad alienígena que las controla. Los materiales promocionales para la versión arcade de EE. UU. minimizan la configuración futurista del juego, con el manual para las versiones posteriores de NES y de computadora doméstica que cambia la configuración del juego desde el futuro hasta el presente y la ubicación de Galuga a la selva amazónica.

### Variantes
En la versión estadounidense de NES, la localización del juego cambió algunos aspectos, cambiando la acción desde Nueva Zelanda a una isla en América del Sur. La llegada del meteorito ocurre en los años cincuenta, y la invasión comienza treinta años después (equivalentes a seis meses de vida de la forma de vida alienígena). La organización alienígena fue renombrada Red Falcon (halcón rojo), debido a las políticas de Nintendo de referentes a temas de violencia. Finalmente, los nombres de los comandos fueron cambiados a Mad Dog (perro loco) y Scorpion (escorpión).
En Europa y Oceanía, debido a las políticas referentes a contenido violento en videojuegos vendidos a menores, el juego fue renombrado como Probotector, y todos los personajes humanoides fueron reemplazados con Robots, ya que se consideró inapropiado mostrar a personajes humanos disparando a otros personajes humanoides (a pesar de que, técnicamente, se trata de soldados alienígenas), y se reemplazaron todos los personajes de apariencia humana con robots. La acción retoma la ambientación «futurista» de la versión Japonesa, en el año 2633, la humanidad vive en paz y en perfecto equilibrio de ciencia y naturaleza, pero se descubre una forma de vida alienígena de la Galaxia del Apocalipsis que se prepara para invadir la tierra, y se decide crear dos robots de combate protectores (probotectores) y de este modo, los personajes principales se convirtieron en los probotectores RD008 y RCO11.
Cabe destacar el hecho de que en países europeos, los juegos de la saga Contra se mantuvieron censurados como Probotector hasta el año 1996, con el lanzamiento de Contra: Legacy of War, que fue distribuido en su versión original sin sustituir a los personajes por Probotectores.

## Arsenal
El jugador dispone, por defecto, de un subfusil semiautomático con munición infinita, que puede ser mejorado y convertido en distintos tipos de armas, al conseguir un emblema obtenido al disparar a cápsulas voladoras o a emblemas contra.
(M) = Machine gun (ametralladora): aumenta la frecuencia de disparo (tres disparos consecutivos) y tiene función automática.
(R) = Rapid Fire (fuego rápido): aumenta la velocidad de disparo del arma que el jugador tenga en ese momento.
(S) = Spread (dispersión): cinco disparos que se dispersan a medida que avanzan, aumentando su rango a medida que se alejan del jugador. Reconocida mundialmente como una de las mejores armas de la saga. es como "Perdigones"
(F) = Flame (llama): dispara una bola de fuego giratoria que abarca la altura del cuerpo del personaje. Muy útil para disparar agachado a objetivos como torretas o enemigos que avanzan y disparan.
(L) = Laser (láser): dispara un láser concentrado de alto poder capaz de eliminar a la mayoría de los enemigos con un solo disparo. Tiene la particularidad de que, a diferencia de las otras armas, solo permite un disparo en pantalla. Es decir, al ser disparada, y si es que el disparo sigue en pantalla al volver a presionar el botón de disparo, el disparo anterior «se cancela» y desaparece de la pantalla mientras sale el nuevo disparo.
(B) = Barrier (barrera): escudo protector que protege al personaje durante unos segundos, de disparos e impactos con enemigos. No protege contra «caídas» fuera de pantalla.
Emblema contra: Un halcón sin identificación, que con un destello de luz elimina a todos los enemigos en pantalla.

## Jugabilidad
Contra emplea una variedad de perspectivas de juego, que incluyen una vista lateral estándar, una vista pseudo-3D (en la que el jugador avanza disparando y moviéndose hacia el fondo, además de izquierda o derecha) y un formato de pantalla fijo (en el que el jugador tiene su arma apuntando hacia arriba de forma predeterminada). Hasta dos personas pueden jugar simultáneamente, con un jugador como Bill (el comando de cabello rubio con la camiseta blanca y el pañuelo azul), y el otro jugador como Lance (el comando de cabello oscuro sin camisa y el pañuelo rojo). Los controles consisten en un joystick de ocho vías y dos botones de acción para disparar (izquierda) y saltar (derecha). Cuando uno de los protagonistas salta, se acurruca en un salto mortal en lugar de hacer un salto convencional como en otros juegos. El joystick controla no solo el movimiento del jugador mientras corre y salta, sino también su puntería. Durante las etapas de vista lateral, el jugador puede disparar hacia la izquierda, hacia la derecha o hacia arriba mientras está de pie, así como horizontal y diagonalmente mientras corre. El jugador también puede disparar en cualquiera de las ocho direcciones, incluso hacia abajo, mientras salta. Al presionar el joystick hacia abajo mientras está de pie, el personaje se acostará boca abajo, lo que le permitirá evitar el fuego enemigo y disparar a objetivos bajos. Cuando se presiona el botón de salto mientras se agacha en una plataforma más alta, el jugador se bajará a un nivel inferior.
El arma predeterminada del jugador es un rifle con munición ilimitada que se puede actualizar a una de las otras cuatro armas. Estos se pueden obtener destruyendo los sensores de la caja de pastillas y las cápsulas de objetos voladores que los contienen, o derrotando a los guardias vestidos de rojo en las bases enemigas. Estos consisten en una ametralladora que dispara rápidamente cuando se mantiene presionado el botón de disparo, una pistola láser que dispara un haz potente, una pistola de bola de fuego que dispara sus rondas en un patrón de sacacorchos y una pistola que dispara cinco balas individuales en direcciones individuales. También hay dos potenciadores auxiliares que solo aparecen en ciertas áreas cuando el jugador está armado con su arma predeterminada: una mejora rápida de balas que aumenta la velocidad de los disparos del jugador y una barrera que lo hace invulnerable por un período limitado. Con la excepción de la ametralladora y la pistola láser, cada artículo viene en forma de un símbolo en forma de halcón marcado con una letra que representa su función (F, S, R y B).
La versión arcade de Contra consta de siete etapas (el número de etapas y estructuras de nivel varía en versiones posteriores). La primera etapa es un nivel de desplazamiento lateral donde el jugador cae en la jungla y debe defenderse de la línea de defensa inicial del enemigo hasta llegar a la entrada de la primera base, donde debe destruir un sensor grande para ingresar a la base. El juego cambia a una vista 3D para la segunda etapa, donde el personaje del jugador debe abrirse paso a través de una serie de pasillos dentro de la base antes de que se agote el tiempo (una pantalla en la parte superior de la pantalla muestra el mapa de la base y el tiempo restante). El jugador debe destruir un generador al otro lado de cada pasillo para desactivar la corriente eléctrica que impide el acceso. La tercera etapa se establece en el núcleo de la base en una pantalla fija, donde el jugador debe destruir el sistema de defensa del enemigo para exponer el objetivo final, un globo ocular gigante que dispara bolas de fuego. Las etapas 4 a 6 proceden de manera similar a las tres primeras etapas. La etapa 4 es un nivel de desplazamiento vertical en el que el jugador debe saltar hacia la cima de una cascada hasta llegar a la entrada de la segunda base, donde el jugador debe destruir un gran sensor en forma de diamante protegido por un sistema de defensa para despejar el escenario. La Etapa 5 es otra etapa 3D ambientada dentro de otra base, mientras que la Etapa 6 es otra batalla de jefes, esta vez contra un par de cabezas que se dividen en dos imágenes cada una. Las cabezas solo pueden dañarse cuando sus imágenes divididas se alinean juntas.
La séptima y última etapa regresa al formato de desplazamiento lateral de la primera etapa, mientras el jugador se abre paso a través de la línea de defensa final del enemigo (que incluye un aerodeslizador, camiones blindados y soldados con casco gigantes) mientras avanza por áreas como un campo de nieve, una planta de energía y un hangar, hasta llegar a la guarida del alienígena, donde los soldados enemigos regulares son reemplazados por criaturas de otro mundo. El jugador debe luchar contra una cabeza alienígena gigante que genera larvas de su boca antes de alcanzar el objetivo final, una criatura cardíaca que debe ser destruida para completar la misión.
El jugador pierde una vida si su personaje (Bill o Lance) es tocado por un enemigo o una bala enemiga, no completa una etapa base antes del límite de tiempo o cae en la parte inferior de la pantalla cuando no hay una plataforma visible. Cuando eso suceda, volverá a su arma predeterminada en su próxima vida. Después de perder todas las vidas, el jugador puede continuar insertando más monedas (si es necesario) y presionando START, pero solo hasta tres veces. Un segundo jugador puede unirse en cualquier momento, pero si un jugador pierde toda su vida, debe esperar hasta que el otro jugador también pierda la vida para continuar juntos.
El juego arcade se lanzó en tres versiones. Las versiones japonesa y estadounidense son prácticamente idénticas, aparte de la versión japonesa que usa caracteres kanji para deletrear el título del juego. Sin embargo, la versión europea, titulada Gryzor, solo permite que dos jugadores jueguen el juego alternadamente en lugar de simultáneamente.

## Versiones

### Computadoras hogareñas
Bajo licencia de Konami, Ocean Software produjo ports de Contra bajo el título de Gryzor para ZX Spectrum, Commodore 64 y Amstrad CPC, que se lanzaron en Europa en 1988. La versión Commodore 64 fue lanzada en Norteamérica bajo el título de Contra. Los ports de Ocean se modelaron después de la versión arcade original del juego. Una versión para PC de IBM fue desarrollada por Banana Development Inc y lanzada en Norteamérica. Esta versión fue lanzada en Europa bajo el nombre de Gryzor. La ilustración de la portada de Gryzor de los ports de Ocean por Bob Wakelin se inspiró en diferentes poses del actor Arnold Schwarzenegger de la película Depredador. La ilustración se usó más tarde para el empaque de la versión NES, así como la versión MSX2.

### Nintendo Entertainment System
Contra se lanzó para Nintendo Entertainment System en Norteamérica en febrero de 1988. Esta versión fue producida internamente por Konami y presenta varias diferencias con respecto al lanzamiento de arcade para adaptarse mejor al hardware de NES. Por ejemplo, los sprites para efectos (como explosiones) se muestran a 30 fps en lugar de 60 fps para evitar las limitaciones de sprites del sistema. Otro juego para usar esta técnica es Recca. La versión Famicom contiene escenas, una pista de música adicional y efectos ambientales que se eliminaron de la versión NES.
El juego puede ser jugado por uno o dos jugadores, pero debido a las limitaciones gráficas de la NES, Bill y Lance perdieron sus diseños de personajes individualizados. En cambio, ambos se representan como comandos sin camisa que se distinguen por los colores de sus pantalones (pantalones azules para el primer jugador y pantalones rojos para el segundo). Cuando un jugador pierde toda su vida, se les da la opción de usar las acciones del otro jugador para seguir luchando.
Los iconos de potenciador de la ametralladora y la pistola láser también se cambiaron y ahora están representados por símbolos de halcón basados en letras (M y L) utilizados por las otras armas. Los poderes de Rapid Bullets y Barrier también son más comunes en esta versión, ya que a diferencia del juego de arcade, las cápsulas de objetos voladores ahora aparecen independientemente del arma que posea el personaje del jugador. La versión NES presenta un séptimo elemento que borra la pantalla de todos los enemigos en pantalla cuando se obtiene.
La versión NES recompone las 7 etapas de la versión arcade en 8 etapas. Las etapas 2 y 3 se combinaron en una etapa, lo que resultó en la renumeración del nivel Waterfall de la Etapa 4 a la Etapa 3, mientras que las Etapas 5 y 6 se combinaron en la nueva Etapa 4. Las cuatro etapas finales de la versión NES (Snowfield, Energy Zone, Hangar y Alien Lair) se basan en las diferentes áreas presentadas en la etapa final de la versión arcade. Los diseños de nivel en sí mismos son drásticamente diferentes de la versión arcade también. Las dos etapas base, por ejemplo (Etapa 2 y 4), ya no tienen sus estructuras tipo laberinto ni hay ningún límite de tiempo involucrado. El jefe del escenario de la cascada también fue cambiado de un sensor con forma de diamante a una estatua alienígena.
Contra fue uno de los primeros juegos de NES en presentar el Código Konami. Introducir el código en la pantalla de título inicia al jugador con treinta vidas en lugar de las tres habituales. El truco también estará en vigencia cuando el jugador se quede sin vidas y use una continuación para volver a intentar una etapa.

### Famicom
Contra se lanzó para Famicom en Japón el 9 de febrero de 1988. Si bien la jugabilidad sigue siendo idéntica a la versión de NES lanzada alrededor del mismo mes, la versión de Famicom tiene un controlador de memoria múltiple hecho a medida que Konami produjo llamado VRC2 (en contraste a la placa UNROM utilizada por su contraparte NES). Esto permitió la inclusión de escenas y algunos efectos gráficos que no eran posibles en la versión NES.
El juego comienza con una secuencia de prólogo que explica la historia de fondo del juego, seguida de un mapa del archipiélago de Galuga, que se muestra al comienzo de cada etapa para indicar el progreso del jugador. Las cinemáticas también se muestran entre etapas, representando a Bill (o Lance) dando un informe del estado de su situación actual a la sede, y en etapas posteriores, disparando su arma hacia la pantalla. La secuencia final también es ligeramente diferente y si el jugador mantiene presionados los botones de selección e inicio durante la secuencia de créditos, se mostrará un mensaje secreto después del logotipo de Konami. Otras diferencias incluyen la adición de un modo de prueba de sonido, animaciones de fondo agregadas en ciertas etapas (como hojas de palma arrastradas por el viento en la Etapa 1 y una tormenta de nieve en la Etapa 5), un tintineo claro de etapa diferente cuando el jugador despeja la etapa final y un código de trucos de selección de nivel.

### Versión PAL
Probotector es una versión modificada de Contra de la NES que se lanzó para la región PAL el 28 de diciembre de 1990. Esta versión rediseña a los protagonistas humanos y algunos de los personajes enemigos para darles una apariencia robótica. Esto se hizo para eludir las leyes de censura de BPjM en Alemania, que prohíbe la venta de videojuegos violentos a menores. Los juegos posteriores de Contra para consolas domésticas siguieron su ejemplo, todos lanzados en la región PAL bajo el título de Probotector y con modificaciones similares. Comenzando con Contra: Legacy of War, Konami abandonó el título de Probotector y localizó la mayoría de los juegos posteriores con cambios mínimos.

### MSX2
Konami lanzó una versión MSX2 de Contra exclusivamente en Japón el 26 de mayo de 1989. La versión MSX2 difiere mucho de las versiones arcade y NES. Debido a las limitaciones de hardware del MSX2, el juego no se desplaza, sino que utiliza pantallas giratorias como otros juegos de MSX2 como Metal Gear y Vampire Killer. El juego usa el chip de sonido SCC.
En lugar de muertes de un solo golpe, hay un indicador de energía que le permite a Bill Rizer recibir más de un disparo o golpe antes de perder una vida. Hay dos potenciadores principales en la versión MSX2, un poder en forma de halcón que aumenta la velocidad de correr y disparar del jugador, así como un poder en forma de pistola que le permite al jugador cambiar su arma actual. Después de recoger el poder del arma, el jugador puede elegir entre la pistola normal predeterminada u otras cuatro armas. El Spread Gun no aparece en esta versión, reemplazado por el Rear Gun similar al tailgun en Gradius II, que dispara en dos direcciones al mismo tiempo.
La versión MSX2 de Contra está compuesta por 19 etapas. Las etapas 1 a 6 se extraen directamente de la versión arcade, mientras que las etapas 7 a 9 se basan en las diferentes áreas presentadas en la etapa final de la versión arcade en un asunto similar a las cuatro etapas finales de la versión NES. Las etapas 10 a 19 son nuevas en esta versión y tienen lugar principalmente en una instalación subterránea debajo del archipiélago de Galuga.
A diferencia de las versiones arcade y NES, la versión MSX2 es solo para un jugador (Lance Bean no aparece en ninguna forma), y no tiene función de continuación; Si un jugador pierde todas las vidas, el juego terminará inmediatamente. Sin embargo, el cartucho de utilidad Game Master II se puede utilizar para guardar el progreso a través de su función de copia de seguridad S-RAM.

### Lanzamientos posteriores
- Un port de PlayStation 2 de la versión arcade de Contra fue lanzado en Japón el 25 de mayo de 2006, como parte de la serie Oretachi Gēsen Zoku de ports de juegos retro de Hamster.[12]
- Se realizó un segundo relanzamiento para Live Arcade de Xbox 360 el 8 de noviembre del mismo año, con Digital Eclipse manejando la conversión.[13] La misma versión también se lanzó el 15 de diciembre de 2009, como parte de la compilación Konami Classics Vol. 2.
- La versión arcade también se incluyó en la compilación de juegos clásicos de Konami Konami Classics Series: Arcade Hits para Nintendo DS.
- Durante el mandato de Konami Mobile, se lanzaron varias variaciones de Contra para diferentes teléfonos móviles, basadas en la versión arcade.
- La versión NES de Contra está incluida en la compilación de videojuegos Konami Collector's Series: Castlevania & Contra para Microsoft Windows, lanzada en Norteamérica en 2002, que también incluye Super C y los tres juegos Castlevania lanzados para NES.
- Las versiones NES de Contra y Super C se incluyen en el juego de Nintendo DS Contra 4 como bonos ocultos.
- La versión MSX2 de Contra se lanzó para la consola virtual en Japón el 2 de febrero de 2010 para Wii[14][15] y el 15 de octubre de 2014 para Wii U.
- La versión arcade de Contra se lanzó para PlayStation 4 como parte de los lanzamientos digitales de Arcade Archives de Hamster en 2016. Incluye la opción de reproducir tanto las versiones japonesa como estadounidense.
- Las versiones arcade, NES y Famicom están incluidas en Contra Anniversary Collection, que se lanzó en junio de 2019 para el 50 aniversario de Konami.[16]
- El 15 de julio de 2019, My Arcade anunció la adquisición de la licencia Contra para su línea de réplicas de mini máquinas recreativas Micro Player y reproductores de videojuegos portátiles Pocket Player.[17]

## Recepción
Gran parte de la popularidad del juego provino de su juego simultáneo para dos jugadores, que era una característica poco común en los videojuegos en el momento del lanzamiento de Contra. Si bien tuvo éxito en las salas recreativas, el juego se hizo y siguió siendo muy popular y recordado cuando fue trasladado al Nintendo Entertainment System en 1988.
El editor de Allgame, Skyler Miller, elogió a Contra, promocionando que el juego "se convirtió en el estándar por el cual los futuros tiradores de plataformas serían juzgados". La revista japonesa de juegos Famitsu le dio a la versión Famicom (NES) del juego una puntuación de 27 sobre 40. Computer Gaming World calificó a Contra en el NES de "una épica de acción verdaderamente excepcional" ambientada en un "campo de juego desplazable y bellamente dibujado". La versión de MS-DOS del juego fue revisada en 1989 en Dragon No.142 por Hartley, Patricia y Kirk Lesser en la columna "The Role of Computers".
Contra fue votado No.1 por el sitio web de juegos IGN como el "Juego más difícil de vencer". Nintendo Power lo clasificó como el séptimo mejor juego de NES, llamándolo uno de los mejores juegos de NES multijugador. GamesRadar lo clasificó como el décimo mejor juego de NES que se haya hecho, considerando que posiblemente sea superior a la versión arcade. Game Informer también lo incluyó en su lista de los mejores juegos de la historia en el número 13. El personal observó que, aunque no era revolucionario, era divertido. En 2017, Contra ocupó el puesto 82 en "Los mejores videojuegos científicamente probados de todos los tiempos", un metanálisis estadístico compilado por Warp Zoned de 44 listas de "juegos principales" publicados entre 1995 y 2016.

## Legado
Contra fue seguido por Super Contra un año después. Es la única secuela de Contra para las salas recreativas desarrolladas internamente por Konami. Tras el éxito de las adaptaciones de NES de ambos, el original y su secuela (que fue retitulada Super C en su lanzamiento estadounidense), se produjeron secuelas posteriores específicamente para el mercado de consolas domésticas como Contra III: The Alien Wars para Super NES y Contra: Hard Corps para Genesis, convirtiéndose en una de las series históricas de Konami. A partir de 2014, la serie tiene 11 entregas.
La música de la versión arcade de Contra es una de las bandas sonoras incluidas en el álbum de videojuegos Konami Game Music Vol.4: A Jax, que fue lanzado por Alfa Records el 10 de mayo de 1988, en CD (catálogo no. 28XA-201 ), casete (ALC-22922) y vinilo (ALR-22922).
En abril de 2017, Beijing Starlit Movie and TV Culture anunció que estaban produciendo una versión cinematográfica de acción en vivo de Contra en China. Wei Nan aparece como el guionista. El lanzamiento del proyecto estaba programado para el 6 de junio de 2018, pero no cumplió con la fecha de lanzamiento.
Si bien el código Konami se introdujo por primera vez con las versiones caseras de Gradius, la mayor conciencia de la existencia del código en los juegos de Konami creció significativamente con su inclusión en las versiones caseras de Contra (donde le dio al jugador 30 vidas adicionales para ayudar a completar el juego difícil).